# پری دریایی (فیلم ۱۹۱۰)
«پری دریایی» (انگلیسی: The Mermaid (1910 film)) یک فیلم است که در سال ۱۹۱۰ منتشر شد. از بازیگران آن می‌توان به فرانک هال کرین اشاره کرد.